# Lenzovo pravilo
Lenzovo pravilo ili Lenzov zakon (prema Heinrichu Lenzu) je pravilo prema kojemu je smjer induciranoga električnoga napona i njime pokrenute električne struje u strujnoj petlji kroz koju se mijenja magnetski tok uvijek takav da poništava promjenu magnetskoga toka kojim je napon induciran, to jest magnetski tok inducirane struje uvijek je suprotan izvornomu magnetskom toku.
Lenzovo pravilo se naziva i Faraday-Lenzov zakon elektromagnetske indukcije ili ponekad samo Faradayev zakon indukcije, a to je osnovni zakon elektromagnetizma, dok jednakost vrijedi:
{\displaystyle {\mathcal {E}}=-{{d\Phi _{B}} \over dt}}.
Inducirana elektromotorna sila (ε) u zatvorenoj konturi jednaka je negativnoj promjeni obuhvaćenog magnetskog toka (ΦB) kroz konturu u jedinici vremena (t).

## Objašnjenje
U zatvorenom strujnom krugu stvara se inducirana struja kada se on giba u magnetskom polju. Inducirana struja nastane također kod svake promjene magnetskog toka koji nastane jačanjem ili slabljenjem, stvaranjem ili nestajanjem struje u primarnoj električnoj zavojnici. No u ovim slučajevima nije lako odrediti smjer inducirane elektromotorne sile pomoću pravila desne ruke. U tom se slučaju možemo poslužiti takozvanim Lenzovim zakonom koji glasi: Inducirana struja ima takav smjer da svojim magnetskim poljem nastoji spriječiti svaku promjenu zbog koje je nastala.
Pomicanjem žice po okviru u magnetskom polju inducira se elektromotorna sila. Inducirana struja, koja pri tom nastane, stvara magnetski tok, suprotan smjeru magnetskog toka magneta, što možemo odrediti po pravilu desne ruke. Inducirana struja nastoji, dakle, sprječiti uzrok zbog kojeg je nastala. Uopće možemo reći ako inducirana struja nastaje povećanjem ili smanjenjem magnetskoga toka, onda je njezin smjer uvijek takav da nastoji održati isti tok, odnosno spriječiti svaku njegovu promjenu. 
Taj se zakon potpuno slaže sa zakonom o održanju energije, jer da bismo stvorili indukciju, moramo uložiti rad na svladavanju otpora koji izaziva magnetsko polje inducirane struje.